# Eucobresia glacialis
Eucobresia glacialis is een slakkensoort uit de familie van de Vitrinidae. De wetenschappelijke naam van de soort werd in 1837 voor het eerst geldig gepubliceerd door Edward Forbes.

## Beschrijving
Het rechtsgewonden huisje is oorvormig, met een bijna platte windingdraad. In zijaanzicht is deze praktisch onzichtbaar. Het heeft 2,5 langzaam toenemende windingen en meet 4,5 tot 6,3 mm in diameter en 2,5 mm hoog. De naad is nauwelijks verdiept. De snuitbreedte is 4,5 mm, de snuithoogte is 3,5 mm. De laatste slag is slechts iets breder dan de draad. Er wordt geen navel gevormd. De mondrand is recht en loopt dun uit. De dwarse eivormige mond staat sterk schuin ten opzichte van de windingas. Aan de onderrand van de mond bevindt zich een brede huidrand, die ongeveer een derde tot een kwart van de breedte van de laatste winding beslaat. De buitenrand van de mond is afgerond.
De schaal is dun en kwetsbaar. Het is geelachtig hoornkleurig en doorschijnend. Het oppervlak is licht radiaal gerimpeld en zeer glanzend. De mantel is relatief groot en reikt tot aan de basis van de oculairs. Het is donkergrijs aan de voorkant met dichte donkere vlekken. De tentakels en staart zijn donkergrijs. Een bijna zwarte mantellob bedekt de gehele schroefdraad van de behuizing. Het mantelproces over de ademopening is vingervormig.

### Vergelijkbare soorten
Eucobresia glacialis kan alleen op anatomische basis betrouwbaar worden onderscheiden van Eucobresia pegorarii. In het geval van E. glacialis heeft de schelp een iets bredere huidrand aan de onderrand van de bek. De buitenrand van de mond is afgerond bij E. glacialis en licht gebogen bij E. pegorarii. In individuele gevallen vervagen de verschillen echter. E. glacialis onderscheidt zich door zijn duidelijk dikke, conische penis en door zijn verdikte vagina.
Ook de schelp lijkt op die van de oorvormige glasslak (Eucobresia diaphana). Van bovenaf gezien is de bovenrand van de mond van E. glacialis enigszins concaaf in de richting van de bevestiging aan de vorige winding, terwijl de oorvormige glasslak convex is.

## Geografische verspreiding en leefgebied
De soort komt alleen voor in de hoogalpiene streken van de Alpen van Frankrijk, Zwitserland, Oostenrijk en Zuid-Duitsland (Allgäuer en Berchtesgadener Alpen). Volgens Alba et al. (2004) zou de soort ook voorkomen in de Catalaanse Pyreneeën.
Hij leeft op matig vochtige locaties tussen rotsen en kruidachtige opstanden, op alpenweiden, gazons in rotsen en puinhellingen met vegetatie bijna uitsluitend boven de boomgrens. In Zwitserland werd het gevonden in het kanton Wallis tot 2900 meter boven de zeespiegel. In Oostenrijk komt het voor tussen ongeveer 1000 en 3100 m boven zeeniveau. In Zwitserland werd het gevonden in de hoogtegordel tussen 2000 en 3000 meter.

## Levenswijze
reproductie vindt waarschijnlijk plaats in de nazomer. De soort heeft zeker een levenscyclus van meerdere jaren. In augustus vond Lothar Forcart jonge dieren, maar ook volwassen dieren waarvan de spermatheca sperma bevatte, dat wil zeggen, copulatie had niet lang daarvoor plaatsgevonden. Uit de vorm van de geslachtsorganen concludeerde Forcart dat de penis tijdens de paring niet wordt ingebracht, maar dat de beweegbare vaginale papil het sperma buiten het lichaam opneemt.